# Bogdan Hrovat - Miha
Bogdan Hrovat - Miha (tudiː Puklasti Miha) slovenski partizan, * 20. maj 1923, Planina pri Rakeku, † 29. februar 1948, Ljubljana.

## Življenje

### Pred drugo svetovno vojnɒ
Bogdan Hrovat je začel v osnovno šolo hoditi na Rakeku in tam spoznal Mitjo Ribičiča. Pozneje se je z družino preselil v Maribor, kjer je dokončal osnovno šolo in nato še sedem razredov gimnazije. Pred vojno je bil pripadnik Sokola, kar je opredeljevalo tudi njegovo takratno politično usmeritev, a je imel zaradi telesne hibe močan občutek manjvrednosti.  

### Druga svetovna vojnɑ
Junija 1941 so ga nemške okupacijske oblasti z družino izgnale v Balego pri Čačku. Nato je odšel v Ljubljano, kjer je ostal do odhoda v partizane. Stanoval je v internatu Učiteljskega doma, kjer je bil skupaj z bratom povezan v mladinski OF. Bil je tudi član SKOJ in njegov okrajni sekretar za Vič. V KPS je bil
sprejet avgusta 1943. Od junija do septembra 1943 je bil inštruktor oblastnega komiteja SKOJ-a, od septembra do oktobra 1943 je bil sekretar SKOJ-a v Šlandrovi brigadi. Od oktobra 1943 do aprila 1944 je bil šef protiobveščevalne službe v Pohorskem odredu in [Zidanškovi brigadi. Zaradi svoje telesne hibe je bil na Štajerskem znan po vzdevku Puklasti Miha. Bil je globoko vpleten v pohorsko afero. Sodeloval je pri zaslišanjih in likvidacijah domnevnih plavogardistov, tudi na grozovit način, kar je imelo zelo negativen vpliv na partizansko gibanje na Štajerskem. Od aprila do junija 1944 je bil v partijski šoli v Kočevskem Rogu in od junija do oktobra 1944 na Dolenjskem. V Ozno so ga vključili, ko se je zanj zavzel Ivan Maček - Matija in je v njej ostal vse do svoje smrti. Aprila 1945 ga je Ozna poslala v Pomurje s seznamom predvojnih komunistov, ki so prišli navzkriž s partijsko linijo in ki jih je nato pomoril. V obdobju 1943-1945 je bil večkrat v Pomurju in je bil osebno odgovoren za večje število sadistično umorjenih posameznikov v tej pokrajini.

### Po drugi svetovni vojni
Od junija do avgusta 1945 je bil referent Ozne za mesto Maribor. Med drugim je sodeloval pri izvensodnih likvidacijah in se sadistično izživljal nad taboriščniki v Taborišču Šterntal. Nato je bil do novembra 1945 obveščevalec I. odseka Ozne, za tem pa do septembra 1946 referent II. odseka Udbe v Ljubljani. Nato so ga premestili v IV. odsek. Tu je 29. februarja 1948 na službenem mestu naredil samomor z ustrelitvijo, potem ko so ga poklicali na odgovornost zaradi obnašanja na Štajerskem v času vojne. Pred samomorom je napisal svojo izjavo o pohorski aferi.